# 연애

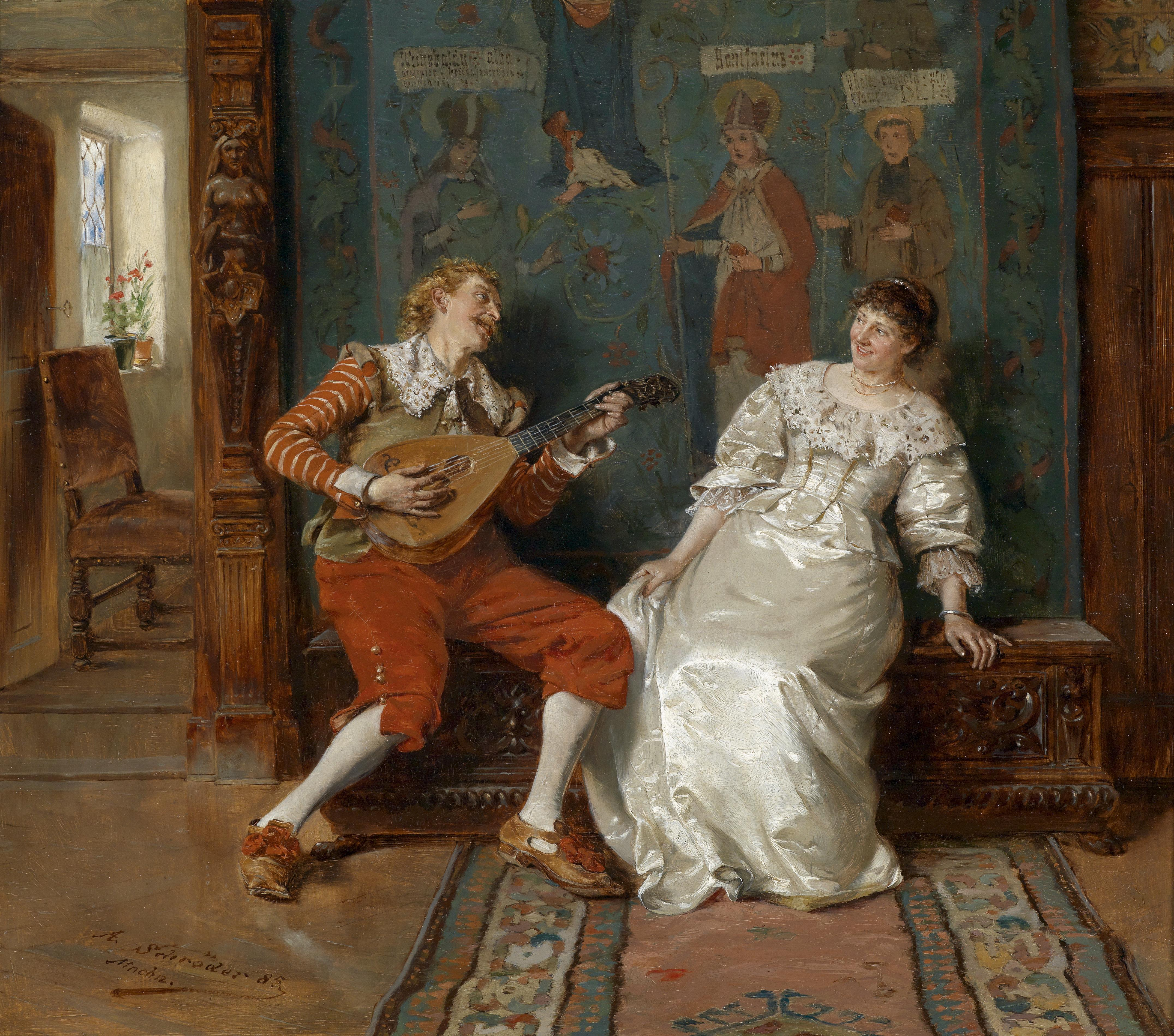
알베르트 슈뢰더 - 뮤지칼리스체 운터할퉁 (1885년경)

연애(戀愛, 문화어: 련애)는 그리워하고 애정하다의 뜻으로, 서로를 사랑하는 두 사람 사이의 친밀한 관계를 말하며, 서로가 마음에 들어서 만나는 것도 연애라고 한다. 보통 친한 친구관계 이상의 친밀함을 느끼는 관계에서 사용한다.

## 시골
시골에서는 가축을 기르거나 논에서 일할때는 연애도 하기 어려워지고 자동차 운전이 가능해야 가능하다.

## 어려움
공무원처럼 사회적 지위가 있으며 자기관리를 잘하고 의사소통이 잘되고 있으며 옷을 상대방이 좋아하는 옷을 입는다면 연애가 가능하지만 자기관리를 못하거나시간, 의사 소통이 안되서 어려워하고 30대 중반부터는 더 어려워지고 40대 후반부터는 마음이 가만있지 않고 두근거리는것이 없어지고 귀찮고 싫어서 혼인도 못하게 된다. 

## 같이 보기
- 구애
- 결혼
- 사랑
- 커플